# Euptychia drymo
Euptychia drymo är en fjärilsart som beskrevs av William Schaus 1913. Euptychia drymo ingår i släktet Euptychia och familjen praktfjärilar. Inga underarter finns listade i Catalogue of Life.